# Tarfaya (província)
Tarfaya (em árabe: إقليم طرفاية) é uma província de Marrocos, localizada no território disputado do Saara Ocidental, pertencente administrativamente a região de El Aiune-Saguia el Hamra. Possui uma superfície 12.270 km², e a sua população em 2014 era de 13.082 habitantes, tendo como capital a cidade de Tarfaya.
Nota: A parte sul da província pertence ao Saara Ocidental, um território onde a legitimidade da administração marroquina não é reconhecida por muitos países nem pela Organização das Nações Unidas.

## História
Entre 1912 a 1958 a parte norte da província, pertenceu ao protetorado do Sul de Marrocos, do então protetorado Espanhol de Marrocos. Entre 1946 e 1958 foi administrado como parte da África Ocidental Espanhola.

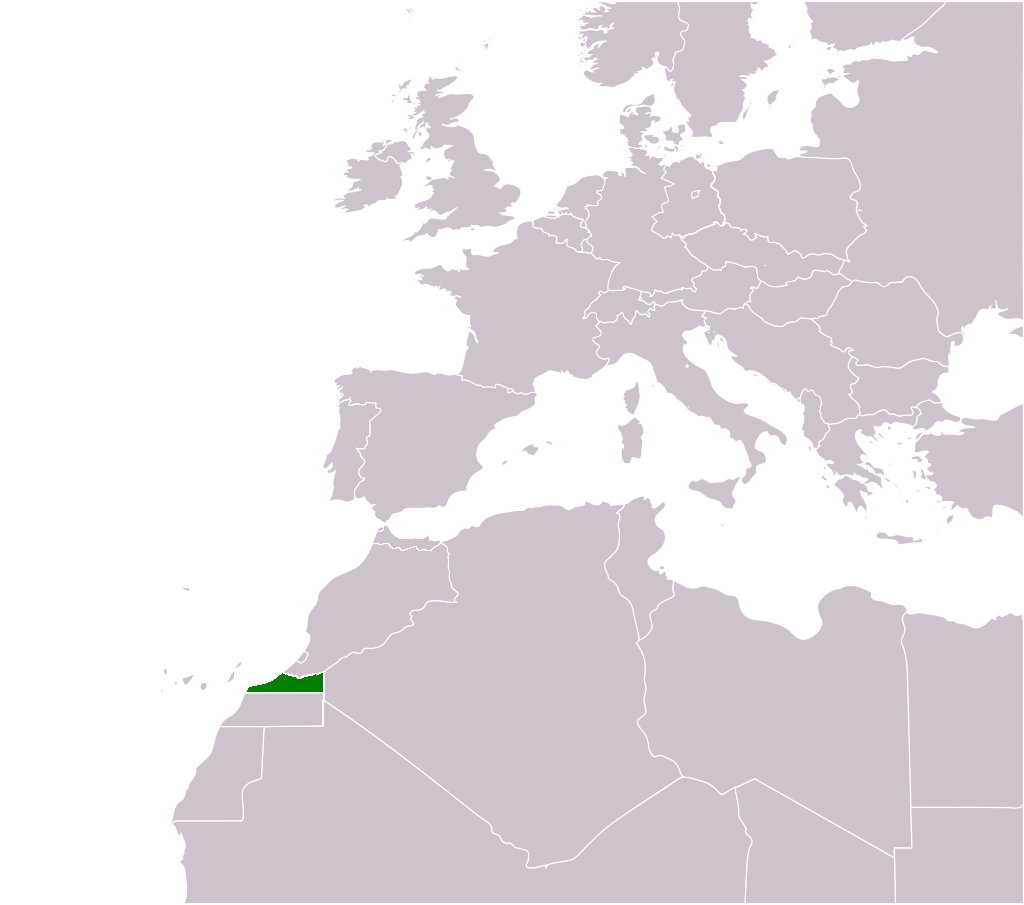
Localização da zona Sul, do protetorado Espanhol de Marrocos.

## Organização Administrativa
Administrativamente a província divide-se em 1 município, 2 círculos que por sua vez se dividem em 4 comunas.

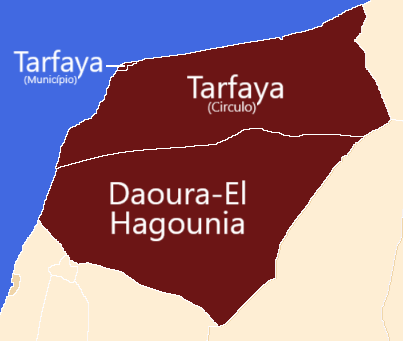
Os círculos e municípios da província.
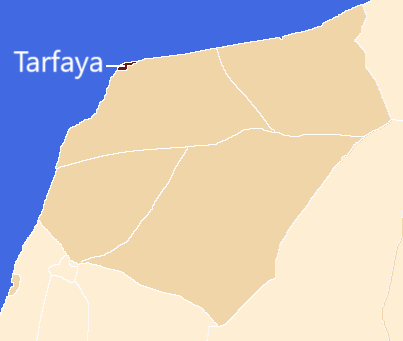
Os municípios da província.
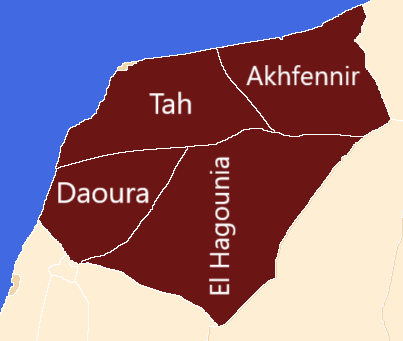
As comunas da província.

### Subdivisões administrativas
Nas áreas urbanas a província divide-se em municípios. Nas áreas rurais a província divide-se em comunas. As comunas contiguas constituem círculos.

#### Os municípios
As áreas urbanas da província constituem 1 município.
- Tarfaya, município com 8.027 habitantes em 2014.[2]

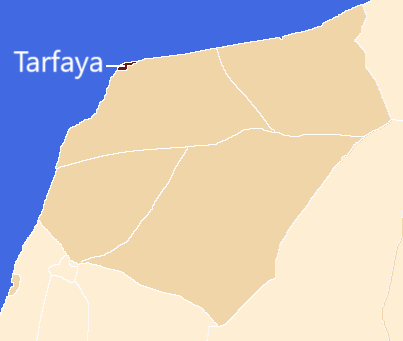
Localização do município de Tarfaya, dentro da província.

#### Os círculos e as comunas
As áreas rurais da província constituem 4 comunas, agrupadas em 2 círculos.

##### Circulo de Daoura-El Hagounia
Circulo constituído por 2 comunas, tinha 1.259 habitantes em 2014.
- Daoura, comuna com 1.108 habitantes em 2014.[3]
- El Hagounia, comuna com 151 habitantes em 2014.[3]

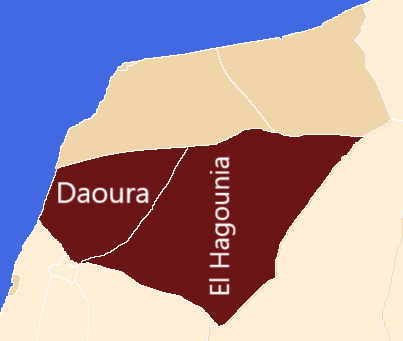
As comunas que constituem o círculo de Daoura-El Hagounia.

##### Circulo de Tarfaya
Circulo constituído por 2 comunas, tinha 3.796 habitantes em 2014.
- Akhfennir, comuna com 2.280 habitantes em 2014.[3]
- Tah, comuna com 1.516 habitantes em 2014.[3]

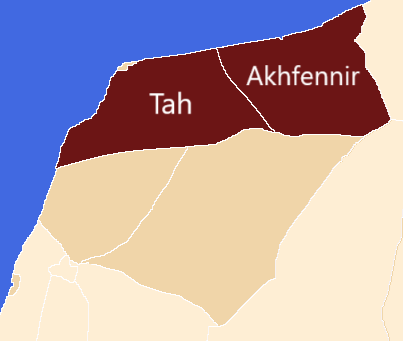
As comunas que constituem o círculo de Tarfaya.

## Demografia
A província de Tarfaya concentra 3% da população da região.

### Crescimento demográfico
O crescimento demográfico da região ao longo dos anos é a seguinte:
| Ano        | 2014   | 2004   |
| ---------- | ------ | ------ |
| Habitantes | 13 082 | 10 410 |

### Dados demográficos

#### Crescimento demográfico anual
O crescimento demográfico anual da província entre os censos de 2004 e 2014 foi de 2,3%.

## Outros dados
A pesca representa um setor muito importantes da economia provincial, estando assente em dois pilares: a abundancia de peixe, nas costas atlântica do Saara e a existência do porto de Tarfaya.